# Гбара
Гбара (манд. Gbara) — совещательный и законодательный орган власти империи Мали.

## История
Гбара была создана в 1235 году, когда Сундиата Кейта покорил королевство Соссо и основал империю Мали. Манса совместно с Гбарой написали империи Мали одну из древнейших конституций — Курукан Фуга. После смерти Сундиаты члены Гбары участвовали в битве за власть против гильдии охотников и джомба (придворные рабы). В 1274 году члены Гбары требовали отставки мансы Халифы, что в итоге привело к восстанию и убийству мансы.

## Полномочия
Членами Гбары могли быть только члены 32 основных кланов. Каждый клан отправлял в Гбару по одному своему представителю. Члены этих кланов заслужили такую привилегию, потому что помогли Сундиате победить Сумаоро Кванте в войне с Соссо. Члены Гбары контролировали правление манс. Ее возглавлял белен-тигуи (манд. belen-tigui), который во время заседания разрешал кому-то говорить, включая мансу.
Гбара была разделена на четыре комитета: военный, политический, религиозный и экономический. Во главе каждого комитета стоял член одного из 32 кланов. Военное крыло Гбары называлось Джон-Тан-Нор-Воро (в переводе с манд. «носители колчанов»), они отвечали за армию и её снабжение, а также в некоторых случаях отвечали за тинкурус (провинция) и кафос (округ). Политическим крылом Гбары были Магхан (королевские кланы). Это крыло включало императорский клан и родственные ему кланы. Религиозное крыло называлось Марабута. Среди представителей этого крыла были как мусульмане, так и представители анимизма. Экономическое крыло называлось Ньямакала. Они занимались кузнечным, шахтёрским делом и ремёслами. Также существовали вангары, они занимались торговлей. 